# Imagiologia dentomaxilofacial
Imagiologia dentomaxilofacial, radiologia odontológica ou radiologia oral é a especialidade que tem como objetivo a aplicação dos métodos exploratórios por imagem com a finalidade de diagnóstico, acompanhamento e documentação buco-maxilo-facial e estruturas anexas.

## Radiografias intraorais
Os exames radiográficos intraorais são o suporte das imagens para os cirurgiões-dentistas. As radiografias intraorais podem ser divididas em três categorias: exames periapicais, interproximais ( bite-wings) e oclusais. As radiografias periapicais devem mostrar todo o dente, incluindo o osso alveolar circunjacente. As radiografias bite-wings mostram apenas as coroas dos dentes e a crista alveolar adjacente. As radiografias oclusais mostram uma área dos dentes e do osso alveolar maiores do que nas radiografias periapicais. Quando sensores digitais intraorais são utilizados, os princípios radiográficos são os mesmos daqueles utilizados com o filme radiográfico.
O exame radiográfico intra-oral completo consiste em projeções periapicais somados a radiografias bitewings. Estas projeções, quando bem expostas e processadas adequadamente, podem fornecer uma considerável informação para o diagnóstico complementar ao exame clínico. Assim como em qualquer procedimento clínico, o profissional deve entender claramente os objetivos das radiografias dentárias e os critérios para avaliação da qualidade do desempenho. As radiografias devem ser realizadas somente quando existir uma nítida necessidade para o diagnóstico, para que a informação radiográfica possa ser fornecida. A frequência desses exames varia com as circunstâncias individuais de cada paciente.

### Radiografia periapical
Duas técnicas intraorais são comumente usadas para as radiografias periapicais: a técnica do paralelismo e a técnica bissetora. Embora cada uma das técnicas tenha se desenvolvido como resultado dos esforços de minimizar as distorções e ampliações da imagem, a maioria dos clínicos prefere a técnica do paralelismo porque ela fornece uma visão menos distorcida da dentição. A seguinte discussão descreve os princípios e usos da técnica de paralelismo para obter um exame radiográfico intra-oral completo. Quando a configuração anatômica
(p. ex.: palato, assoalho da boca) impossibilita atingir a fidelidade ao conceito do paralelismo, pequenas modificações podem ser necessárias. Se restrições anatômicas são extremas, alguns dos princípios da técnica bissetora podem ser usados para alcançar o local necessário para o posicionamento do filme e determinar a angulação vertical do cabeçote. 

### Radiografia interproximal
Técnica radiográfica Intrabucal, também chamada de "Bite-wing", que possibilita a visualização das coroas na região de pré-molares e molares. Principais indicações:
- Diagnóstico ou detecção de cáries.
- Acompanhamento da progressão das cáries.
- Avaliação das restaurações e próteses instaladas (contornos marginais).
- Avaliação do periodonto.

### Radiografia oclusal
Uma radiografia oclusal mostra um segmento relativamente amplo do arco dentário. Isto pode incluir o palato ou teto da boca e estende-se razoavelmente para as paredes laterais contíguas. As radiografias oclusais também são úteis para pacientes que não conseguem abrir muito a boca para radiografias periapicais ou que por outras razões não podem realizar radiografias periapicais. Devido às radiografias oclusais serem
realizadas numa angulação excessiva, elas podem ser usadas com radiografias periapicais convencionais para determinar a localização dos objetos em todas as três dimensões. Tipicamente, a radiografia oclusal é especialmente útil nos seguintes casos:
- Para localizar principalmente raízes, dentes supranumerários, dentes não-erupcionados e impactados(esta técnica é especialmente útil para casos de caninos e terceiros molares impactados);
- Para localizar corpos estranhos nos maxilares e cálculos nos ductos das glândulas sublinguais e submandibulares.
- Para demonstrar e avaliar a integridade do contorno do seio maxilar anterior, medial e lateral;
- Para ajudar no exame de pacientes com trismo, que só conseguem abrir a boca alguns milímetros; esta condição impede o exame intra-oral, o qual pode ser impossível ou pelo menos muito doloroso para o paciente;
- Para obter informações sobre localização, natureza, extensão e deslocamento de fraturas na maxila ou mandíbula;
- Para determinar a extensão medial e lateral de alterações (p. ex., cistos, osteomielite, malignidades) e detectar doenças no palato ou assoalho de boca;

Para realizar uma radiografia oclusal, um filme relativamente grande (7,7 × 5,8 cm [3 × 2,3 polegadas]) é
inserido entre as superfícies oclusais dos dentes. Como o seu nome sugere, o filme é posicionado contra a arcada a ser examinada e o feixe de raios X é direcionado através da arcada no filme. Devido ao seu tamanho, o filme permite o exame de uma porção relativamente grande da arcada. Projeções padrão são usadas, as quais estipulam a relação desejada entre o raio central, o filme e a região examinada. Entretanto, o clínico deve se sentir livre para modificar essas relações para encontrar requerimentos clínicos específicos.

## Radiografias extraorais
Em exames radiográficos extraorais, tanto a fonte de raios X quanto o receptor de imagens (filme radiográfico ou sensor eletrônico) são colocados fora da boca do paciente.  Estes incluem a radiografia panorâmica;  projeção cefalométrica lateral do plano medial ou sagital; a projeção submentovértice do plano transverso ou horizontal; a Waters, cefalométrica póstero-anterior, e a projeção de Towne reversa do plano coronal ou frontal; e a projeção lateral oblíqua do corpo e ramo da mandíbula.

### Radiografia panorâmica
A radiografia panorâmica é realizada em um equipamento chamado ortopantomógrafo e é um dos exames mais realizados em radiologia odontológica. Ela oferece uma visão geral de todos os dentes e das regiões anatômicas de maxilas, mandíbula e ATMs. Nesta incidência observa-se:
- dentes presentes, presença de cáries extensas, processos patológicos no periapice;

- grau de desenvolvimento dental, posicionamento dos dentes, a relação dente permanente com o dente decíduo, presença de patologia do folículo;
- presença de reabsorções ósseas alveolares;
- característica do trabeculado ósseo da maxila e mandíbula;
- posicionamento dos reparos anatômicos;
- pesquisa de raízes residuais, fraturas ósseas, patologias;
- acompanhamento de tratamentos endodôntico e ortodônticos;
- proservação de tratamentos cirúrgicos;

### Telerradiografia Lateral
Este procedimento é empregado principalmente na ortodontia e cirurgia maxilofacial. Sobre esta incidência são realizadas análises cefalométricas onde avalia-se o padrão dento-esqueletico- facial e o crescimento do crânio e da face. Este procedimento é empregado principalmente na ortodontia e cirurgia maxilofacial. Sobre esta incidência são realizadas análises cefalométricas onde avalia-se o padrão dento-esqueletico- facial e o crescimento do crânio e da face.

### Telerradiografia Frontal
De procedimento similar ao da telerradiografia lateral, nesta incidência busca-se avaliar assimetrias a nível da maxila e mandíbula.

## Técnicas especiais
Estas técnicas de imagem são usadas para orientar questões específicas de diagnóstico. Algumas estão disponíveis para o clínico há anos; outras são inovações mais recentes que se tornaram possíveis por meio da tecnologia da computação. Embora os dentistas em geral não utilizem a maioria destas técnicas rotineiramente, todas são usadas ocasionalmente para auxiliar no diagnóstico das alterações na cavidade oral. Por esta razão, qualquer um envolvido na promoção de cuidados na saúde oral deve ter o básico conhecimento destas técnicas, seus princípios e suas aplicações clínicas. Que são elas:
- Tomografia computadorizada;
- Tomografia computadorizada de feixe cônico (Cone Beam);
- Imagem por ressonância magnética;
- Medicina nuclear;
- Ultra-sonografia;